# SAE International
SAE International (SAE), dříve Society of Automotive Engineers, je profesní sdružení odborníků z oblasti leteckého, automobilového a dopravního průmyslu. Sdružení je standardizační organizací pro oblast motorových dopravních prostředků, včetně osobních a nákladních automobilů, lodí, vzdušných prostředků apod. Členství je otevřené veřejnosti, zvláště pro ty, kdo se zajímají o lidské faktory a ergonomické standardy.